# Medaglia dell'incoronazione di Edoardo VIII
La medaglia dell'incoronazione di Edoardo VIII era una insegna commemorativa che avrebbe dovuto celebrare l'incoronazione di re Edoardo VIII del Regno Unito.

## Descrizione
La medaglia era composta di un disco di differente materiale a seconda delle classi, raffigurante l'effigie di re Edoardo VIII, coronato e con gli abiti regali da cerimonia, rivolto verso destra. La legenda attorno cita H.M.EDWARD VIII. KING AND EMPEROR. Sul retro si trova una corona d'alloro riportante gli stemmi delle principali nazioni del Commonwealthbritannico con al centro la scritta su cinque righe BIRTH 23 JUNE 1894 - P. OF WALES 13 JULY 1911 - ACCESSION 20 JAN 1935 - CORONATION 12 MAY 1935.
Il nastro avrebbe dovuto essere rosso, bianco, blu.

## Fonti
- www.nwcoin.com, su nwcoin.com (archiviato dall'url originale il 4 marzo 2016).